# Brennan of the Moor
Brennan of the Moor er en amerikansk stumfilm fra 1913 af Edward Warren.

## Medvirkende
- Barney Gilmore som Brennan
- Marian Swayne som Lady Betty
- Joseph Levering som Hume